# ムサ・コネ
ムサ・セブ・コネ（Moussa Saib Koné, 1990年2月12日 - ）は、コートジボワール・アニャマ出身の同国代表サッカー選手。ポジションはミッドフィールダー。フロジノーネ・カルチョ所属。

## 経歴

### クラブ
10代でイタリアに渡り、アタランタBCの育成部門に入団。2010年からはレガ・プロ・プリマ・ディヴィジオーネ（3部）のUSフォッジャを皮切りに、セリエBのデルフィーノ・ペスカーラ1936、ASヴァレーゼ1910へのレンタルで経験を積み、2013-14シーズンにアタランタへ戻った。2015年7月10日、ユース時代から所属したアタランタからACチェゼーナに移籍した。2018年、フロジノーネ・カルチョに移籍した。

### 代表
2011年8月、イスラエル代表とのフレンドリーマッチでコートジボワール代表に初招集。デビュー戦で初ゴールをマークした。
また、U-23代表としてもロンドン五輪の予選を兼ねたアフリカ U-23選手権2011に出場している。

## タイトル
ペスカーラ
- セリエB : 2011-12